# NIKIET

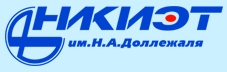
Logo van NIKIET

Het Dollezjal-Onderzoeks- en ontwikkelingsinstituut voor Energietechniek (Russisch: Государственное унитарное предприятие научно-исследовательский и конструкторский институт энерготехники им. Н.А. Доллежаля), kortweg NIKIET of Dollezjalinstituut, is een van de grootste onderzoeks- en ontwikkelingscentra voor atoomtechnologie en atoomtechniek van Rusland. Het heeft haar hoofdkantoor in Moskou en is onderdeel van het Federaal Agentschap voor Kernenergie. Daarnaast heeft het een kantoor in Zaretsjny in de oblast Sverdlovsk.
NIKIET is de belangrijkste ontwerper van kernreactoren van Rusland. Er worden zowel reactoren voor de energievoorziening, aandrijving en energievoorziening van ruimtevaartuigen, aandrijving van schepen (onder andere kernonderzeeërs en atoomijsbrekers), warmteproductie en onderzoek ontwikkeld. Ook de BN-600-reactor, een met vloeibaar natrium gekoelde snelle kweekreactor waarvan de eerste is geplaatst in de kerncentrale Belojarsk bij Zaretsjny, is hier ontwikkeld.
Het instituut werd opgericht in 1952 met als doel het ontwikkelen van kernenergiesystemen voor toepassing in kernonderzeeboten. De eerste directeur van het instituut was Nikolaj Dollezjal. Twee jaar later werd in 1954 het eerste kernenergiesysteem voor de eerste kernonderzeeboot van de Sovjet-Unie geïnstalleerd. De reactor van de kerncentrale Obninsk, de eerste kerncentrale ter wereld, werd ook ontworpen door het instituut, evenals de RBMK-reactor, de eerste tweezijdige energiereactor in de kerncentrale Sibirskaja (bij Seversk) en de snelle kweekreactor van de kerncentrale Belojarsk.
In 2001 werd het instituut per decreet door de Moskouse burgemeester Loezjkov vernoemd naar Dollezjal.